# Huta Deręgowska
Huta Deręgowska – wieś w Polsce położona w województwie podkarpackim, w powiecie niżańskim, w gminie Ulanów.
We wsi jest kościół będący filią rzymskokatolickiej parafii Matki Boskiej Śnieżnej w Zarzeczu należącej do dekanatu Ulanów w diecezji sandomierskiej.
W latach 1975–1998 miejscowość administracyjnie należała do województwa tarnobrzeskiego.

## Części wsi
| SIMC    | Nazwa             | Rodzaj                                     |
| ------- | ----------------- | ------------------------------------------ |
| 1042986 | Krzaki Kłyżowskie | przysiółek wsi (nazwa zniesiona w 2023 r.) |
| 0809173 | Pałki             | część wsi                                  |

## Geografia i położenie
Wieś leży na północnym brzegu Sanu, obok drogi krajowej nr 19, ok. 7 kilometrów od Niska. Przebiega przez nią Linia Hutnicza Szerokotorowa, a oprócz tego znajduje się też normalnotorowa linia kolejowa z przystankiem Huta Deręgowska.
75% powierzchni wsi pokrywają lasy rosnące na glebach piaszczystych.

## Pochodzenie nazwy
Nazwa Huta wywodzi się najprawdopodobniej od huty żelaza, która istniała w okolicach Zarzecza w latach 1567-1585. Z powodu niewielkich pokładów rudy hutę przeniesiono w okolice Jarocina. Natomiast określenie Deręgowska należy wiązać z nazwiskiem Deręgowski. Na początku XVIII w. dzierżawcą kilku wsi królewskich w sandomierskiem (m.in. miejscowości takie jak: Kurzyna Wielka, Dąbrówka oraz Zarzecze) był Adam Dorengowski (Derengowski).

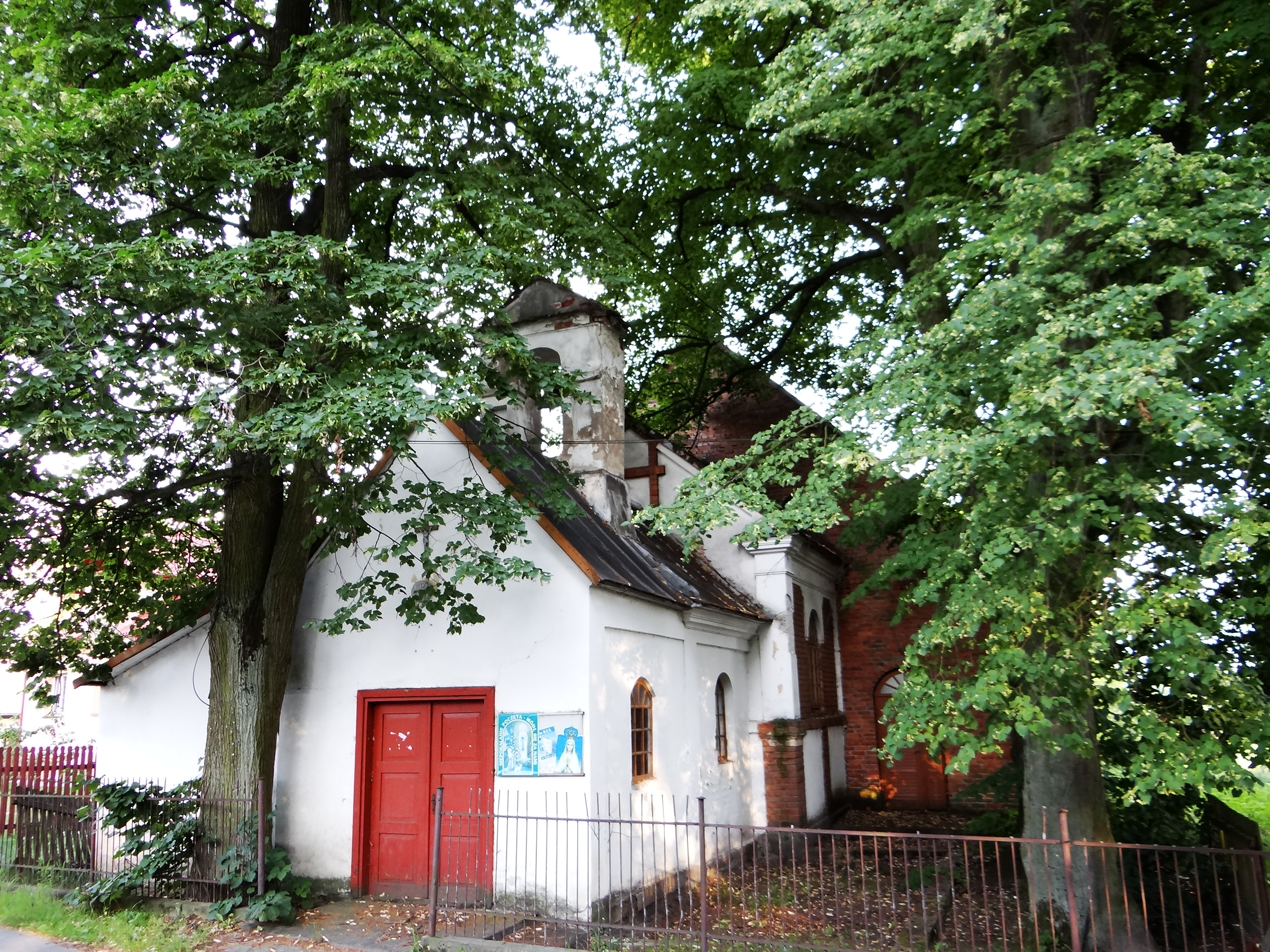
Kaplica pw. Matki Bożej Pocieszenia